# Asvaghosa

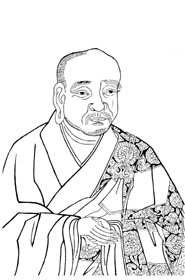
Una ilustración china de Ashvaghosa

Ashua Ghosha (AITS: Aśvaghoṣa, Nagari: अश्वघोष; ca. 80 - ca. 150) fue un religioso y poeta budista de la India que fue una figura clave en el desarrollo de la literatura budista sánscrita. Nació en Saketa en norte de la India, de una familia Brahmán.
Se cree que fue el primer dramaturgo en sánscrito y es considerado como el mayor poeta indio después de Kalidasa. Fue el más célebre de un grupo de escritores de corte budistas, cuyas epopeyas rivalizaban con la contemporánea Ramayana. Mientras que la mayoría de la literatura budistas anterior a Asvaghoṣa había sido compuesta en sánscrito budista híbrido, él lo hizo en sánscrito clásico. Fue en principio un estudiante que no seguía las enseñanzas budistas, pero después de perder una discusión con Pársua se convirtió al budismo. Llegó a ser consejero religioso del rey Kanishka del Imperio kushan.
Su obra más importante es un mahakavia (poema épico) sobre la vida de Buda llamado Buddha-charita (‘el carácter de Buda’). Otro de sus textos fue el Saundara-nanda-kavia, un kavia con el tema de la conversión de Nanda, el medio-hermano de Buda, para que él pudiese alcanzar la salvación. La primera parte de la obra describe la vida de Nanda y la segunda las doctrinas budistas y las prácticas ascéticas.
Se creía que era el autor del influyente texto budista Despertar de la Fe Mahayana, pero los modernos estudiosos están de acuerdo en que el texto fue compuesto en China.

## Obras principales
- Śāriputraprakarana, drama.
- Saudraranandakāvya, epopeya.
- Mahālankara (‘la gran gloria’).
- Buddha-charita (‘el carácter de Buda’), epopeya.